# دبرتسن
دبرتسن (بالمجرية: Debrecen) هي ثاني أكبر مدينة في المجر بعد العاصمة بودابست. يشكل المجريين نسبة 94.6 % من عدد سكان المدينة البالغ 208,016 في عام 2011. وهي المركز الإقليمي لمنطقة شمال السهل العظيم ومقر مقاطعة هايدو-بيهار. وكانت أكبر مدينة مجرية في القرن الثامن عشر، وهي واحدة من أهم المراكز الثقافية للشعب المجري. وكانت دبرتسن أيضًا عاصمة المجر خلال الثورة بين عام 1848 وعام 1849. خلال الثورة المجرية تم إعلان خلع سلالة هابسبورغ في كنيسة الإصلاح العظمى. وكانت المدينة أيضًا بمثابة عاصمة المجر بحلول نهاية الحرب العالمية الثانية بين عام 1944 وعام 1945. للمدينة أهمية في الحياة الأكاديمية المجرية فهي موطن لجامعة دبرتسن العريقة.
يُشار إلى أنه يشيع إطلاق لقب روما الكالفينية أو جنيف المجر على دبرتسن، بسبب ضم المدينة على نسبة كبيرة من السكان البروتستانت الكالفينيين وكذلك بسبب التأثير الكبير للكنيسة الإصلاحيّة في المدينة والمنطقة. وبنيت في المدينة العديد من مدراس وكليّات اللاهوت الكالفينيّة إلى جانب الجامعة الإصلاحية اللاهوتية في ديبريسين والتي بنيت عام 1538.

## المناخ
يظهر الجدول التالي التغييرات المناخية على مدار السنة لدبرتسن:
| البيانات المناخية لـدبرتسن        | البيانات المناخية لـدبرتسن | البيانات المناخية لـدبرتسن | البيانات المناخية لـدبرتسن | البيانات المناخية لـدبرتسن | البيانات المناخية لـدبرتسن | البيانات المناخية لـدبرتسن | البيانات المناخية لـدبرتسن | البيانات المناخية لـدبرتسن | البيانات المناخية لـدبرتسن | البيانات المناخية لـدبرتسن | البيانات المناخية لـدبرتسن | البيانات المناخية لـدبرتسن | البيانات المناخية لـدبرتسن |
| الشهر                             | يناير                      | فبراير                     | مارس                       | أبريل                      | مايو                       | يونيو                      | يوليو                      | أغسطس                      | سبتمبر                     | أكتوبر                     | نوفمبر                     | ديسمبر                     | المعدل السنوي              |
| --------------------------------- | -------------------------- | -------------------------- | -------------------------- | -------------------------- | -------------------------- | -------------------------- | -------------------------- | -------------------------- | -------------------------- | -------------------------- | -------------------------- | -------------------------- | -------------------------- |
| الدرجة القصوى °م (°ف)             | 15.4 (59.7)                | 19.0 (66.2)                | 26.4 (79.5)                | 33.6 (92.5)                | 33.4 (92.1)                | 37.0 (98.6)                | 38.5 (101.3)               | 39.2 (102.6)               | 36.4 (97.5)                | 29.5 (85.1)                | 25.5 (77.9)                | 17.4 (63.3)                | 39.2 (102.6)               |
| متوسط درجة الحرارة الكبرى °م (°ف) | 0.7 (33.3)                 | 3.5 (38.3)                 | 10.0 (50.0)                | 16.3 (61.3)                | 22.0 (71.6)                | 25.1 (77.2)                | 27.1 (80.8)                | 26.6 (79.9)                | 22.3 (72.1)                | 16.1 (61.0)                | 8.3 (46.9)                 | 2.9 (37.2)                 | 15.1 (59.2)                |
| المتوسط اليومي °م (°ف)            | −2.4 (27.7)                | −0.5 (31.1)                | 4.6 (40.3)                 | 10.4 (50.7)                | 15.8 (60.4)                | 18.9 (66.0)                | 20.7 (69.3)                | 19.8 (67.6)                | 15.5 (59.9)                | 9.9 (49.8)                 | 4.4 (39.9)                 | -0.0 (32.0)                | 9.8 (49.6)                 |
| متوسط درجة الحرارة الصغرى °م (°ف) | −5.7 (21.7)                | −4.0 (24.8)                | 0.0 (32.0)                 | 4.7 (40.5)                 | 9.7 (49.5)                 | 12.9 (55.2)                | 14.3 (57.7)                | 13.7 (56.7)                | 9.9 (49.8)                 | 5.1 (41.2)                 | 1.0 (33.8)                 | −2.9 (26.8)                | 4.9 (40.8)                 |
| أدنى درجة حرارة °م (°ف)           | −30.2 (−22.4)              | −26.0 (−14.8)              | −17.8 (0.0)                | −7.1 (19.2)                | −3.0 (26.6)                | −0.4 (31.3)                | 5.2 (41.4)                 | 2.7 (36.9)                 | −2.9 (26.8)                | −14.9 (5.2)                | −19.0 (−2.2)               | −28.0 (−18.4)              | −30.2 (−22.4)              |
| الهطول مم (إنش)                   | 32.5 (1.28)                | 31.6 (1.24)                | 31.6 (1.24)                | 44.9 (1.77)                | 59.4 (2.34)                | 72.9 (2.87)                | 60.5 (2.38)                | 58.5 (2.30)                | 42.0 (1.65)                | 43.2 (1.70)                | 48.3 (1.90)                | 43.1 (1.70)                | 568.5 (22.37)              |
| ساعات سطوع الشمس الشهرية          | 57.6                       | 85.0                       | 146.8                      | 190.3                      | 251.4                      | 266.4                      | 295.3                      | 274.3                      | 201.7                      | 155.1                      | 72.2                       | 47.0                       | 2٬043٫1                    |
| المصدر: HMS                       |                            |                            |                            |                            |                            |                            |                            |                            |                            |                            |                            |                            |                            |

## معرض صور

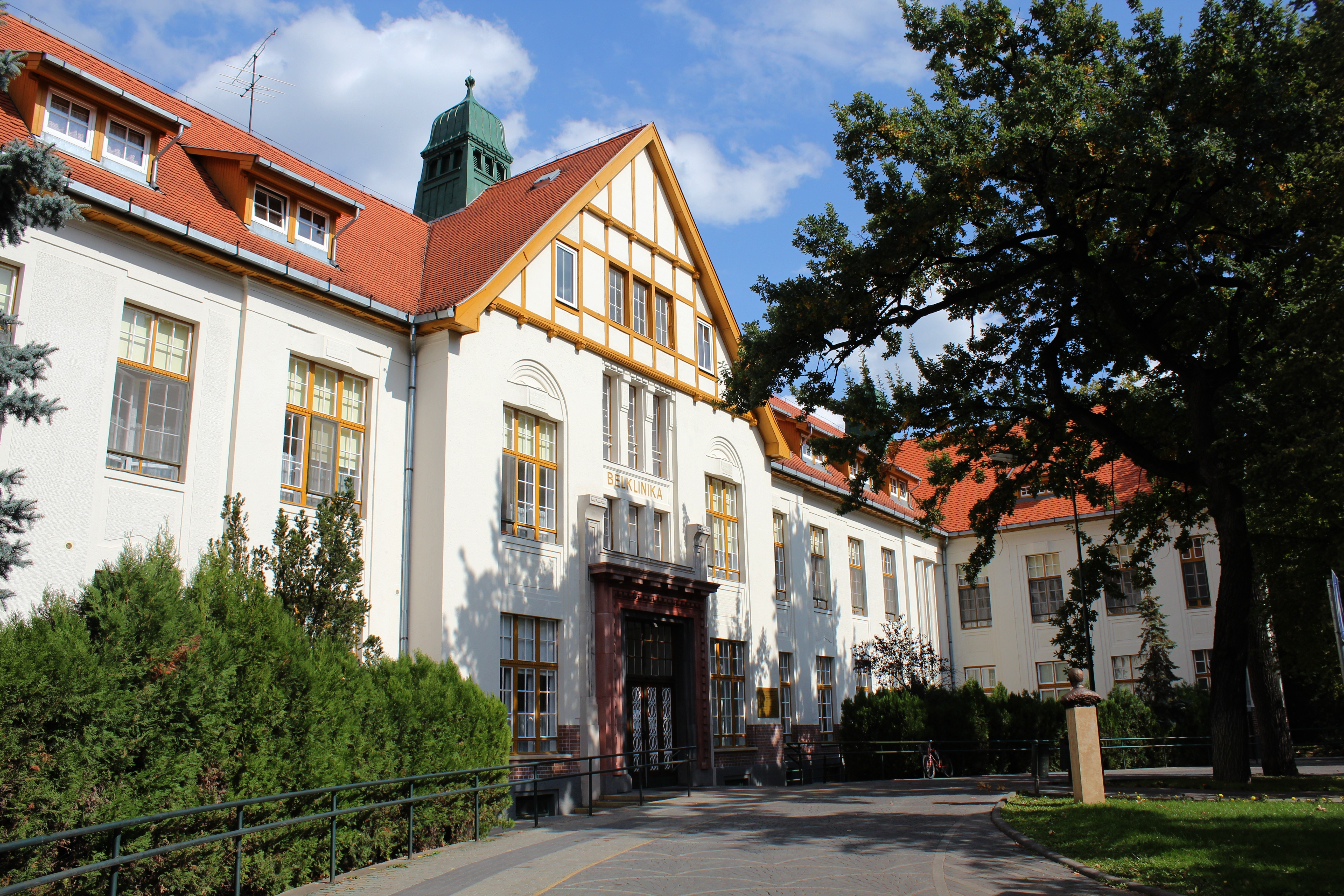
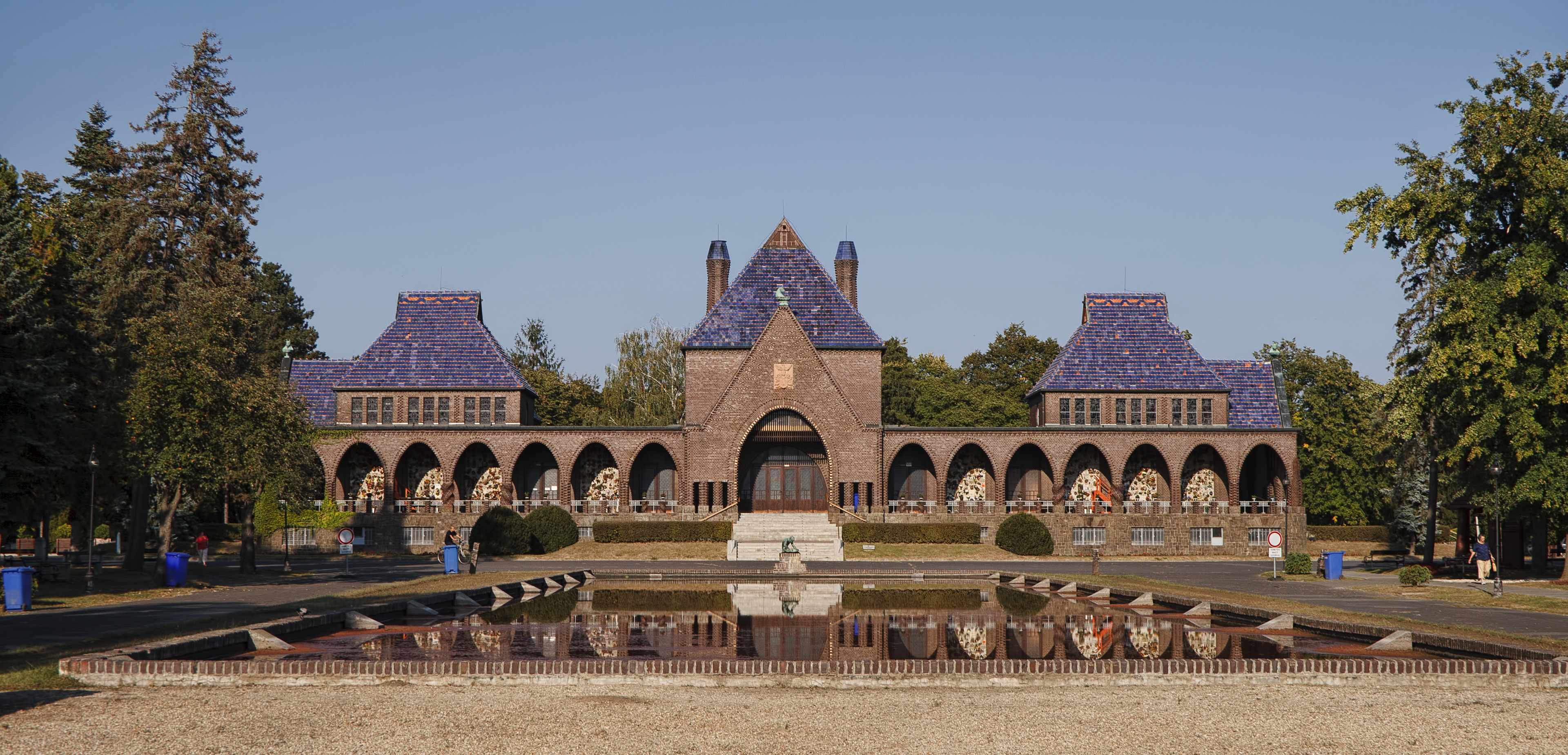
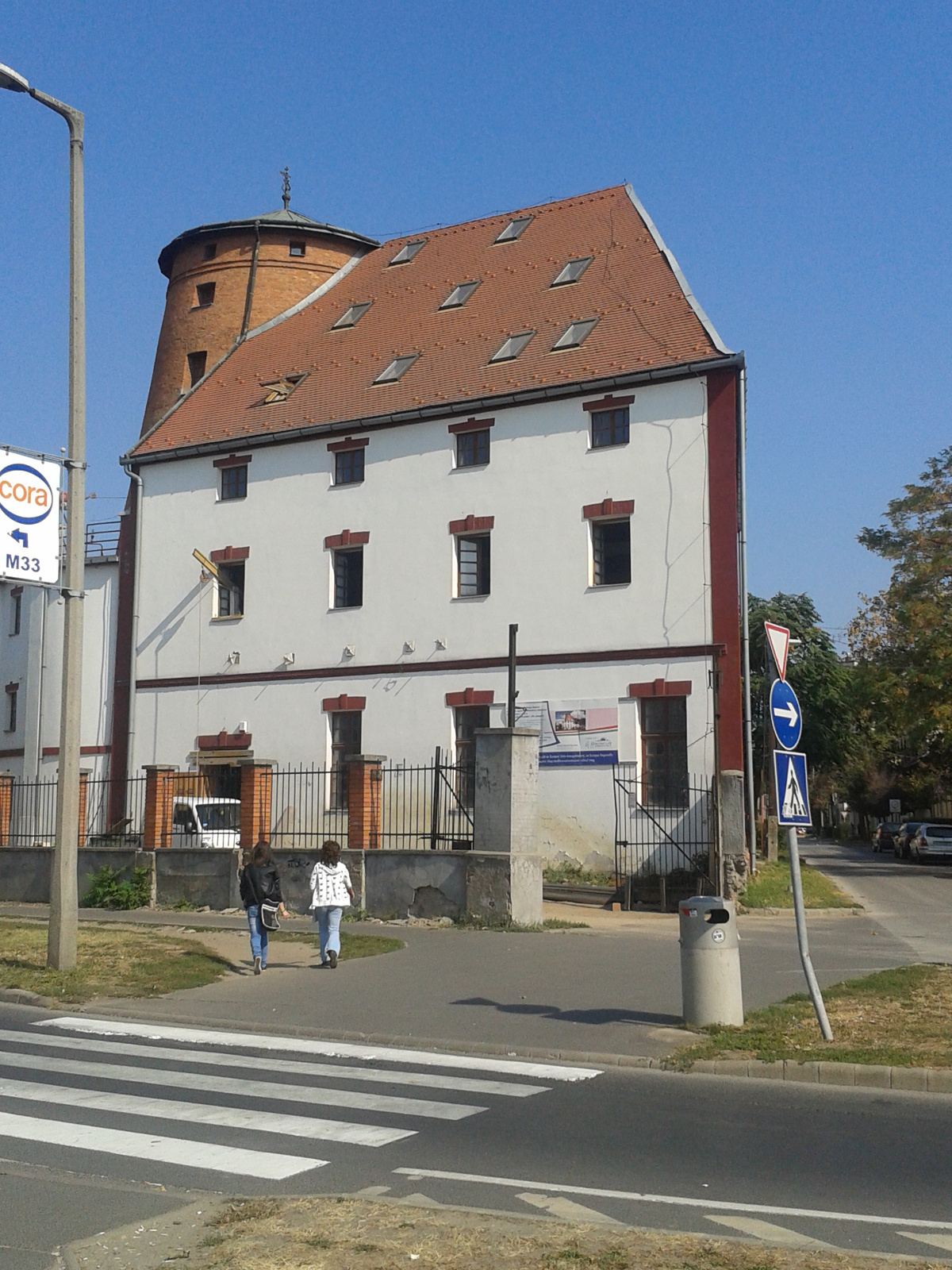
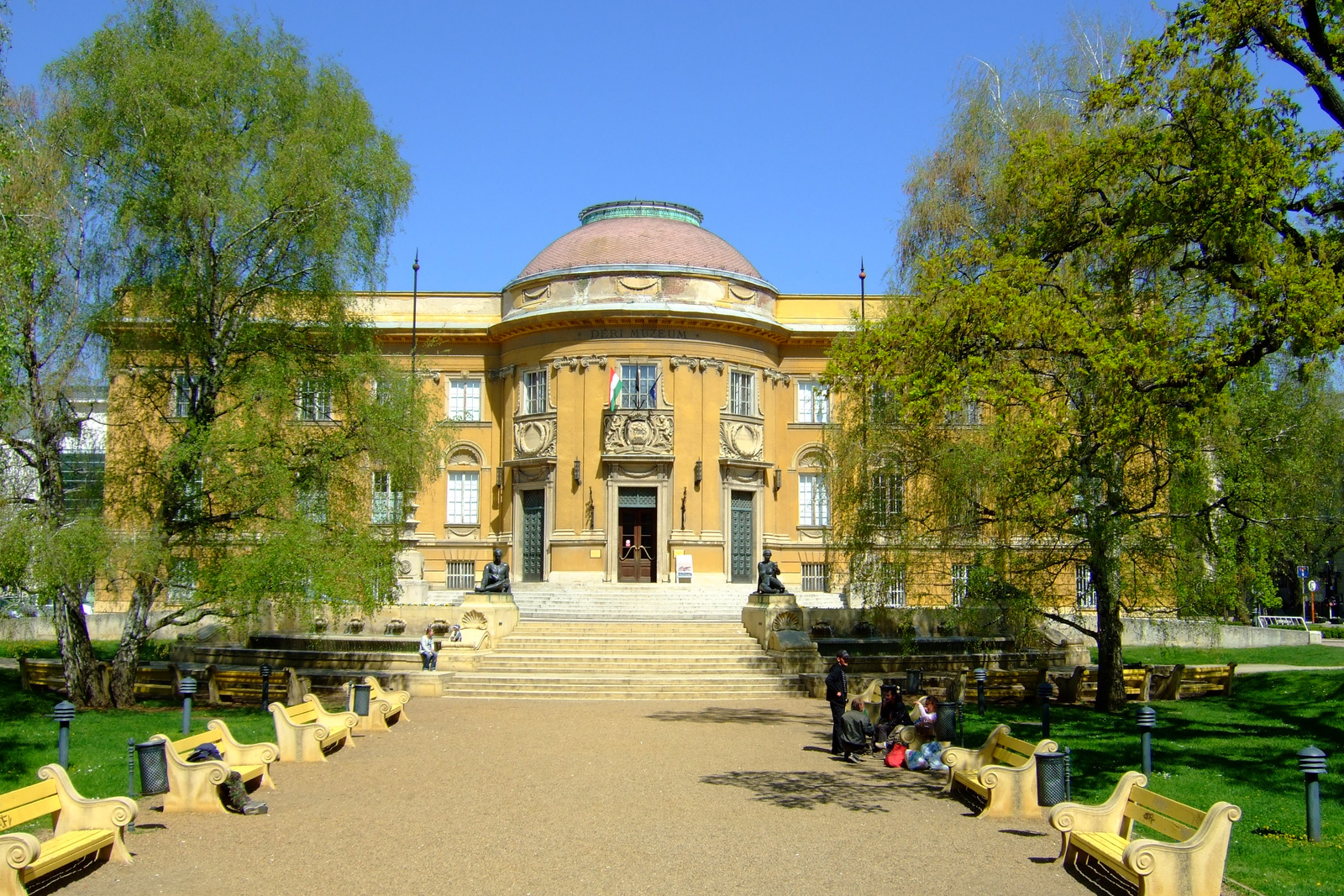

## توأمة
لدبرتسن اتفاقيات توأمة مع كل من:
- Valea lui Mihai [الإنجليزية]‏
- أوراديا (1992 - )
- بادربورن (1994 - )
- كلايبيدا (1989 - )[20]
- سيتوبال
- كاتوليكا (28 يونيو 1998 - )[21]
- لوبلين
- نيو برونزويك
- شومن
- سيكتيفكار (1992 - )
- Taitung City [الإنجليزية]‏
- يوفاسكولا (1970 - )[22]
- ريشون لتسيون
- سانت بطرسبرغ
- باتراس [23]
- تونغلياو

## أعلام
- أدلر بيتر
- بالاج دجودجاك
- إستفان فارجا
- ساندور يوهاس ناغي
- إمري لاكاتوس

## وصلات خارجية
- (بالإنجليزية) الموقع الرسمي
- Debrecen Travel Guide